# 江戸家猫八 (5代目)
五代目 江戸家猫八（えどや ねこはち、1977年5月11日 - ）は、動物の鳴き真似（動物ものまね芸）演芸家。本名∶岡田 真一郎。四代目江戸家猫八の長男。出囃子は『猫じゃ猫じゃ』。
ウグイス、カエル、秋の虫などの江戸家伝統の芸はもちろんのこと、テナガザル、アルパカ、ヌーなど、鳴き声をほとんど知られていない動物のネタも数多くある。

## 経歴
1977年5月11日、四代目江戸家猫八（当時・江戸家小猫）の長男として東京都に生まれる。
1985年、テレビ番組にて祖父と父と親子三代で初舞台。
東京都立戸山高等学校在学中の1995年にネフローゼ症候群を患う。再発を繰り返した結果、12年間の闘病生活を送った。
2009年、立教大学大学院21世紀社会デザイン研究科に入学。同年、父である四代目江戸家猫八に入門。
大学院修了後の2011年、「二代目江戸家小猫」を襲名し正式にデビュー。
2012年、三宅島自然ふれあい大使に任命される。また、落語協会に入会した。
2015年、高知県観光特使に任命される。
2017年に国立演芸場・花形演芸会「銀賞」を、翌年、同会「金賞」を、さらに翌年には同会で「大賞」を受賞。
2020年には、第9回噺家の手ぬぐい大賞・第36回 浅草芸能大賞新人賞・第70回 芸術選奨文部科学大臣新人賞（大衆芸能部門）受賞。
2021年、第10回噺家の手ぬぐい大賞を受賞。
2023年3月下席より、「五代目江戸家猫八」を襲名。
2024年、第13回噺家の手ぬぐい大賞を受賞。同年、落語協会理事に就任。

## エピソード
- 2009年に父が四代目江戸家猫八を襲名し、襲名披露に付き人として同行。その際、独演会限定で「親子共演」として「そのうち小猫」を名乗り舞台に立っていた[3]。
- 大学院の修論は、難病の患者会に所属した経験に基づく組織論・支援論であった[7]。

## 受賞歴
- 2017年 - 国立演芸場・花形演芸会「銀賞」
- 2018年 - 国立演芸場・花形演芸会「金賞」
- 2019年 - 国立演芸場・花形演芸会「大賞」
- 2020年 - 第9回 噺家の手ぬぐい大賞
- 2020年 - 第36回 浅草芸能大賞「新人賞」
- 2020年 - 第70回 芸術選奨文部科学大臣新人賞（大衆芸能部門）[8]
- 2021年 - 第10回 噺家の手ぬぐい大賞
- 2024年 - 第13回 噺家の手ぬぐい大賞

## 芸歴
- 2009年 - 父・四代目江戸家猫八に入門。
- 2011年 - 「二代目江戸家小猫」を襲名。
- 2012年 - 落語協会に入会。
- 2023年 - 「五代目江戸家猫八」を襲名。
- 2024年 - 落語協会理事に就任。

## テレビ出演
- NHK俳句(NHK)
- あさイチ・わがままホビー（NHK）
- マサカメTV(NHK)
- 天才てれびくんYOU（NHK)
- 東西笑いの殿堂（NHK）
- 初笑い東西寄席(NHK)
- 演芸図鑑(NHK)
- 金曜バラエティー(NHK)
- すイエんサー(NHK)
- みんな DE どーもくん！（NHK BS）
- イグノーベル賞マジで狙ってみた（NHK BS)
- 徹子の部屋（テレビ朝日）
- 笑点（日本テレビ）
- ニノさん（日本テレビ）
- 緑のコトノハ（BS朝日）
- お笑い演芸館＋（BS朝日）

## ラジオ出演
- 真打ち競演（NHK）
- さくらひなたロッチの伸びしろラジオ（NHK）[9]
- すっぴん！（NHK）
- ラジオ深夜便
- らんまんラジオ寄席（TBS）
- おはようスプーン（ラジオ日本）
- 落語 DE デート（文化放送）
- くにまるジャパン極（文化放送）
- らくごのデンパ（文化放送）
- 日曜はがんばらない（文化放送）
- AWAKE（bay fm）
- CURIOUS HAMAJI（bay fm）
- The BAY★LINE（bay fm）
- E-ne! good for you（FMヨコハマ）
- テツandトモのなんでだラジオ！（山形放送）
- クロノス（TOKYO FM）
- 音まね工房（NHK）
- おとおばけのぼうけん（NHK）